# League of Ireland 2003
Die League of Ireland 2003 war die 83. Spielzeit der höchsten irischen Fußballliga. Sie begann am 10. April 2003 und endete am 30. November 2003. Titelverteidiger war Bohemians Dublin.
Shelbourne FC gewann zum elften Mal die Meisterschaft.

## Modus
Die zehn Mannschaften spielten jeweils viermal gegeneinander. Jedes Team absolvierte dabei 36 Saisonspiele. Der Tabellenletzte stieg direkt in die First Division ab, der Vorletzte musste in die Relegation.

## Vereine
| Verein                        | Wappen                        | Stadt     | Stadion                          | Kapazität |
| ----------------------------- | ----------------------------- | --------- | -------------------------------- | --------- |
| Bohemians Dublin              | Bohemians Dublin              | Dublin    | Dalymount Park                   | 7.955     |
| Cork City                     | Cork City                     | Cork      | Turners Cross                    | 8.985     |
| Derry City                    | Derry City                    | Derry     | Brandywell Stadium               | 7.700     |
| Drogheda United               | Drogheda United               | Drogheda  | Hunky Dorys Park                 | 2.000     |
| Longford Town                 | Longford Town                 | Longford  | Flancare Park                    | 6.850     |
| Shamrock Rovers               | Shamrock Rovers               | Dublin    | Tallaght Stadium                 | 5.947     |
| Shelbourne FC                 | Shelbourne FC                 | Dublin    | Tolka Park                       | 9.680     |
| St Patrick’s Athletic         | St Patrick’s Athletic         | Dublin    | Richmond Park                    | 5.340     |
| University College Dublin AFC | University College Dublin AFC | Dublin    | UCD Bowl                         | 3.000     |
| Waterford United              | Waterford United              | Waterford | Waterford Regional Sports Centre | 5.000     |

## Abschlusstabelle
| Pl. | Verein                        | Sp. | S  | U  | N  | Tore    | Diff. | Punkte |
| --- | ----------------------------- | --- | -- | -- | -- | ------- | ----- | ------ |
| 1.  | Shelbourne FC                 | 36  | 19 | 12 | 5  | 052:280 | +24   | 69     |
| 2.  | Bohemians Dublin (M)          | 36  | 18 | 10 | 8  | 058:370 | +21   | 64     |
| 3.  | Cork City                     | 36  | 13 | 14 | 9  | 043:330 | +10   | 53     |
| 4.  | Longford Town                 | 36  | 12 | 12 | 12 | 046:440 | +2    | 48     |
| 5.  | St Patrick’s Athletic         | 36  | 10 | 16 | 10 | 048:480 | ±0    | 46     |
| 6.  | Waterford United (N)          | 36  | 11 | 12 | 13 | 044:580 | −14   | 45     |
| 7.  | Shamrock Rovers               | 36  | 10 | 14 | 12 | 045:460 | −1    | 44     |
| 8.  | Drogheda United               | 36  | 9  | 10 | 17 | 038:500 | −12   | 37     |
| 9.  | Derry City (P)                | 36  | 7  | 15 | 14 | 033:510 | −18   | 36     |
| 10. | University College Dublin AFC | 36  | 7  | 13 | 16 | 027:390 | −12   | 34     |

Platzierungskriterien: 1. Punkte – 2. Tordifferenz – 3. geschossene Tore

| (M) | Amtierender irischer Meister         |
| (P) | Amtierender irischer Pokalsieger     |
| (N) | Neuaufsteiger aus der First Division |

## Kreuztabelle
| Hinrunde (Runden 1–18) | Hinrunde (Runden 1–18) | Hinrunde (Runden 1–18) | Hinrunde (Runden 1–18) | Hinrunde (Runden 1–18) | Hinrunde (Runden 1–18) | Hinrunde (Runden 1–18) | Hinrunde (Runden 1–18) | Hinrunde (Runden 1–18) | Hinrunde (Runden 1–18)        | 2003                          | Rückrunde (Runden 19–36) | Rückrunde (Runden 19–36) | Rückrunde (Runden 19–36) | Rückrunde (Runden 19–36) | Rückrunde (Runden 19–36) | Rückrunde (Runden 19–36) | Rückrunde (Runden 19–36) | Rückrunde (Runden 19–36) | Rückrunde (Runden 19–36) | Rückrunde (Runden 19–36)      |
| ---------------------- | ---------------------- | ---------------------- | ---------------------- | ---------------------- | ---------------------- | ---------------------- | ---------------------- | ---------------------- | ----------------------------- | ----------------------------- | ------------------------ | ------------------------ | ------------------------ | ------------------------ | ------------------------ | ------------------------ | ------------------------ | ------------------------ | ------------------------ | ----------------------------- |
| Shelbourne FC          | Bohemians Dublin       | Cork City              | Longford Town          | St Patrick’s Athletic  | Waterford United       | Shamrock Rovers        | Drogheda United        | Derry City             | University College Dublin AFC | Verein                        | Shelbourne FC            | Bohemians Dublin         | Cork City                | Longford Town            | St Patrick’s Athletic    | Waterford United         | Shamrock Rovers          | Drogheda United          | Derry City               | University College Dublin AFC |
|                        | 2:2                    | 1:1                    | 3:2                    | 2:2                    | 1:1                    | 1:0                    | 3:0                    | 1:0                    | 1:1                           | Shelbourne FC                 |                          | 1:3                      | 2:0                      | 2:1                      | 2:0                      | 3:1                      | 0:2                      | 2:0                      | 3:1                      | 0:0                           |
| 1:0                    |                        | 1:1                    | 1:1                    | 1:2                    | 5:1                    | 1:1                    | 1:0                    | 1:1                    | 1:0                           | Bohemians Dublin              | 0:1                      |                          | 1:0                      | 1:1                      | 3:0                      | 1:1                      | 2:1                      | 1:1                      | 3:1                      | 2:1                           |
| 0:0                    | 3:2                    |                        | 4:1                    | 0:0                    | 1:1                    | 1:0                    | 4:0                    | 1:1                    | 1:0                           | Cork City                     | 1:1                      | 1:2                      |                          | 0:0                      | 0:2                      | 2:2                      | 2:2                      | 1:0                      | 1:0                      | 0:0                           |
| 0:2                    | 1:1                    | 0:3                    |                        | 1:1                    | 1:0                    | 0:0                    | 0:0                    | 4:0                    | 2:1                           | Longford Town                 | 2:1                      | 2:4                      | 0:1                      |                          | 2:0                      | 0:1                      | 1:2                      | 0:2                      | 0:1                      | 2:1                           |
| 0:0                    | 1:0                    | 1:1                    | 1:1                    |                        | 4:1                    | 1:1                    | 3:1                    | 4:1                    | 2:0                           | St Patrick’s Athletic         | 0:1                      | 2:4                      | 0:2                      | 1:2                      |                          | 1:0                      | 1:0                      | 3:3                      | 2:2                      | 0:0                           |
| 0:4                    | 1:3                    | 2:1                    | 1:1                    | 4:2                    |                        | 2:0                    | 2:1                    | 1:1                    | 1:1                           | Waterford United              | 1:2                      | 2:1                      | 3:0                      | 0:0                      | 0:0                      |                          | 3:3                      | 0:2                      | 0:1                      | 2:2                           |
| 2:4                    | 1:2                    | 2:1                    | 2:3                    | 1:0                    | 0:1                    |                        | 0:0                    | 5:1                    | 1:0                           | Shamrock Rovers               | 1:1                      | 0:0                      | 0:2                      | 0:1                      | 3:5                      | 1:1                      |                          | 3:2                      | 1:1                      | 2:0                           |
| 1:1                    | 1:2                    | 3:1                    | 2:2                    | 4:2                    | 1:3                    | 1:2                    |                        | 1:0                    | 2:0                           | Drogheda United               | 0:1                      | 2:0                      | 0:1                      | 0:5                      | 2:2                      | 3:0                      | 0:1                      |                          | 1:1                      | 0:0                           |
| 2:0                    | 3:0                    | 1:0                    | 2:3                    | 2:2                    | 4:1                    | 1:1                    | 0:1                    |                        | 1:0                           | Derry City                    | 0:0                      | 1:0                      | 1:1                      | 1:1                      | 1:1                      | 1:2                      | 1:1                      | 0:0                      |                          | 0:2                           |
| 0:2                    | 2:1                    | 0:3                    | 0:3                    | 0:0                    | 1:2                    | 2:2                    | 1:0                    | 1:1                    |                               | University College Dublin AFC | 0:1                      | 0:1                      | 1:1                      | 2:0                      | 0:0                      | 3:0                      | 1:1                      | 2:1                      | 2:0                      |                               |

## Relegation
Die Relegation wurde in Form eines Miniturniers ausgetragen. Zuerst spielten der Neunte der League of Ireland gegen den Vierten der First Division, sowie der Zweite gegen den Dritten der First Division, um den Einzug ins Playoff-Finale. Der Sieger dieser Begegnung spielte in der nächsten Saison in der League of Ireland. Dabei gelang Derry City der Klassenerhalt.

### Halbfinale
|            | Gesamt |                | Hinspiel | Rückspiel |
| ---------- | ------ | -------------- | -------- | --------- |
| Derry City | 4:0    | Limerick FC    | 0:0      | 4:0       |
| Finn Harps | 3:1    | Bray Wanderers | 1:0      | 2:1       |

### Finale
|            | Gesamt |            | Hinspiel | Rückspiel |
| ---------- | ------ | ---------- | -------- | --------- |
| Finn Harps | 1:2    | Derry City | 0:0      | 1:2 n. V. |